# Alfred Heideloff

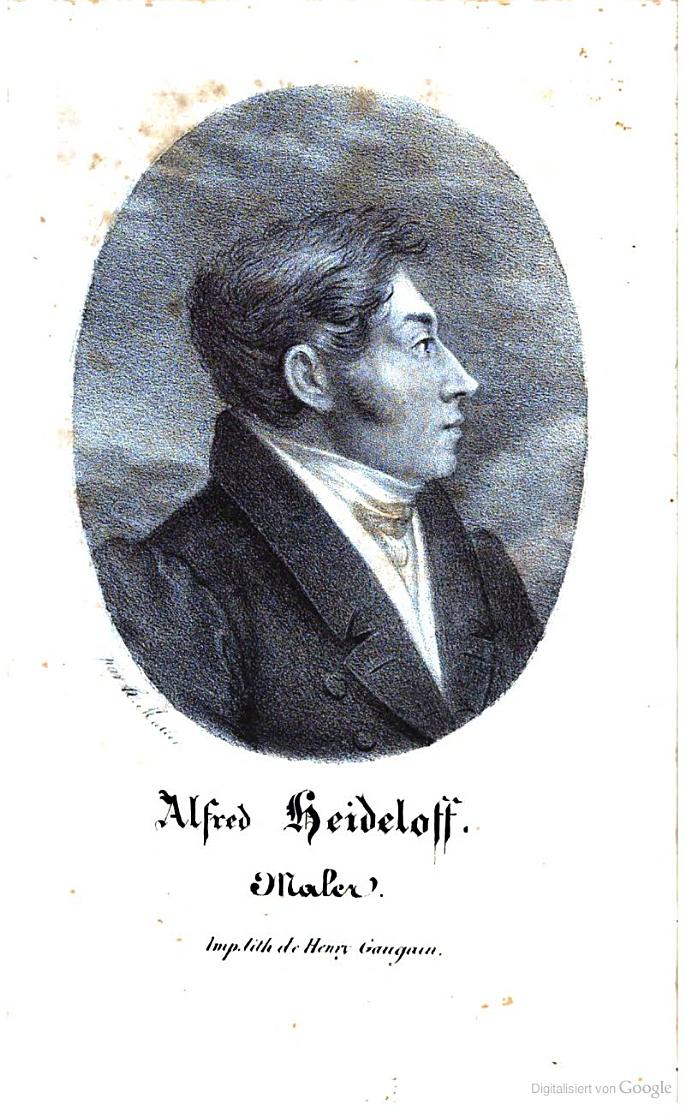
Alfred Heideloff, Maler. Nach einer Lithographie von Henry Gauguin, 1826.

Alfred Heideloff (* 13. September 1802 in Weimar; † 18. September 1826 in Paris) war ein deutscher Maler.

## Leben
Bereits ab 1814 erhielt Alfred Heideloff Unterricht bei seinem Vater, dem Theater- und Dekorationsmaler Carl Heideloff in Weimar. Um 1821 nahm er ein Studium im Zeicheninstitut Weimar auf und bildete sich ferner bei dem Hofbaumeister Carl Friedrich Christian Steiner. Ab 1824 war Heideloff Gehilfe des Dekorationsmalers Carl Wilhelm Holdermann. 1825 beteiligte er sich an der Ausmalung des Hoftheaters zu Weimar, 1826 reist er nach Paris mit Unterstützung des Großherzogs Carl August von Sachsen-Weimar. Dort erfolgen Studien bei Pierre-Luc-Charles Cicéri und André-Marie Chatillon. Infolge einer Gehirn-Entzündung verstarb Heideloff im Jahr 1826 fünf Tage nach Vollendung seines 24. Lebensjahrs in Paris. 
Über Zeichnungen und Skizzen Heideloffs hatte sich Goethe anerkennend geäußert.

## Nachlass
Der künstlerische Nachlass Heideloffs wurde in der Weimarer Bibliothek aufbewahrt. 